# Ernst Kitzinger

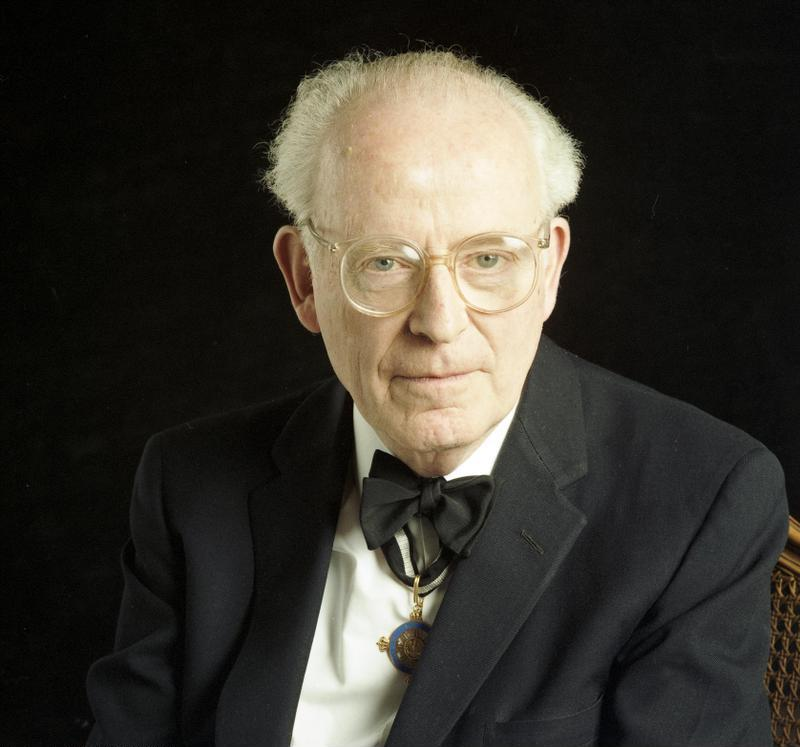
Ernst Kitzinger, 1988

Ernst Kitzinger (* 12. Dezember 1912 in München; † 22. Januar 2003 in Poughkeepsie, USA) war ein deutsch-amerikanischer Kunsthistoriker. Sein Schwerpunkt war die byzantinische und frühmittelalterliche Kunst.

## Leben
Der Sohn jüdischer Eltern – sein Vater Wilhelm Nathan Kitzinger war ein bekannter Münchner Rechtsanwalt, seine Mutter die Sozialaktivistin Elisabeth Kitzinger, Tochter des Numismatikers Eugen Merzbacher – bestand 1931 am Münchner Maximiliansgymnasium die Abiturprüfung, unter anderem mit Anton Fingerle und Randolph von Breidbach-Bürresheim. Anschließend studierte er von 1931 bis 1934 Kunstgeschichte bei Wilhelm Pinder an der Universität München. Seine Doktorarbeit war eine Studie über die römische Malerei des 7. und 8. Jahrhunderts.  Auf Grund der beginnenden Judenverfolgung verließ Kitzinger 1934 Deutschland. Über Rom kam er 1935 nach London und fand Beschäftigung am British Museum. Während dieser Zeit befasste er sich mit der Kunst der Angelsachsen. 1937 besuchte er Ägypten und die Türkei, um seine Kenntnisse über die späte Kunst der Antike und die des frühen Mittelalters zu vertiefen. Im Jahr 1940 erschien sein erstes Buch Early Medieval Art at the British Museum.
Als Deutscher war Kitzinger im gleichen Jahr gezwungen, England zu verlassen. Er wurde neun Monate lang in Australien interniert. In dieser Zeit stand er in Briefkontakt mit seinem Cousin Richard Krautheimer, der seit Ende 1935 in den USA lebte und seit 1937 am Vassar College in Poughkeepsie lehrte. 1941 gelang es dem Warburg Institute seine Freilassung zu erwirken. Kitzinger ging in die USA, wo er am Dumbarton Oaks Research Center for Byzantine Studies in Washington, D.C. eine Anstellung fand. Während der ersten Zeit in Dumbarton Oaks beschäftigte er sich mit den byzantinischen Monumenten des Balkans. 1955 wurde Kitzinger „Director of Studies“ von Dumbarton Oaks. 1967 verließ er das Institut, um an der Harvard University den Lehrstuhl eines Arthur Kingsley Porter University Professors zu übernehmen, den er bis zu seiner Pensionierung 1979 innehatte. 1961 wurde Kitzinger in die American Academy of Arts and Sciences und 1967 in die American Philosophical Society gewählt. Seit 1969 war er korrespondierendes Mitglied der British Academy und seit 1970 der Bayerischen Akademie der Wissenschaften.

## Wirken
Kitzingers Studien über byzantinische und frühmittelalterliche Kunst fanden in zahlreichen Veröffentlichungen ihren Niederschlag:
Seine Studien in Dumbarton Oaks über die byzantinischen Monumente des Balkans führten zu einer Veröffentlichung über die Monumente von Stobi. Dann befasste sich Kitzinger mit den Mosaiken des normannischen Sizilien, die er in dem sechsbändigen Werk I mosaici del periodo normanno in Sicilia beschrieb.
Unter seiner Leitung entwickelte sich Dumbarton Oaks zu einer international anerkannten Institution, wovon die jährlich erscheinenden Dumbarton Oaks Papers zeugen.
In Harvard setzte Kitzinger – neben seiner Lehre und der Betreuung von Doktoranden – seine Studien fort. Die Bücher Byzantine art in the making und The art of Byzantium and the medieval West sind die Ergebnisse dieser Studien.
Auch nach seiner Pensionierung setzte er seine Studien fort. So wurde zum Beispiel die Abhandlung über die Mosaiken des normannischen Sizilien erst 1992 zu Ende gebracht.
Kitzinger war Träger des Ordens Pour le Mérite für Wissenschaft und Künste (1982) und des Österreichischen Ehrenzeichens für Wissenschaft und Kunst (1990).